# Jean-Michel di Falco Leandri

Wappen von Jean-Michel di Falco-Leandri

Jean-Michel di Falco Leandri (* 25. November 1941 in Marseille) ist ein französischer Geistlicher und emeritierter römisch-katholischer Bischof von Gap.

## Leben
Jean-Michel di Falco Leandri empfing am 15. August 1984 die Priesterweihe.
Papst Johannes Paul II. ernannte ihn am 4. Juli 1997 zum Titularbischof von Vallis und Weihbischof in Paris. Der Erzbischof von Paris, Jean-Marie Kardinal Lustiger, spendete ihm am 10. Oktober desselben Jahres die Bischofsweihe; Mitkonsekratoren waren Claude Frikart CIM, Weihbischof in Paris, und Raymond Bouchex, Erzbischof von Avignon. Sein Wahlspruch ist C'est quand je suis faible que je suis fort.
Der Papst ernannte ihn am 2. September 2003 zum Weihbischof in Gap. Am 18. November 2003 wurde er zum Bischof von Gap ernannt.
Papst Franziskus nahm am 8. April 2017 seinen altersbedingten Rücktritt an.